# Saint-Pierre-lès-Franqueville
 Saint-Pierre-lès-Franqueville  es una población y comuna francesa, en la región de Picardía, departamento de Aisne, en el distrito de Vervins y cantón de Sains-Richaumont.

## Demografía
| 89 | 91 | 74 | 71 | 52 | 60 |
| Para los censos de 1962 a 1999 la población legal corresponde a la población sin duplicidades (Fuente: INSEE [Consultar]) |    |    |    |    |    |